# Северно-осетинска автономна съветска социалистическа република
Северно-осетинска автономна съветска социалистическа република (на осетински: Цæгат Ирыстоны Автономон Советон Социалистон Республикæ) е автономна република в състава на Съветския съюз.

## История
Създадена е на 5 декември 1936 г. Столицата ѝ е град Орджоникидзе с население 287 000 към 1 януари 1981 г. Територията ѝ е 8000 кв. км. с население 619 000 души. Съотношението градско/селско население е съответно 448 000 към 171 000.
Автономната република е наградена с орден „Ленин“ (1964), орден „Дружба на народите“ (1972) и орден „Октомврийска революция“ (1974).
Основните отрасли в промишлеността са цветна металургия, машиностроене и металообработване. Днес е позната като Република Северна Осетия – Алания, федерален субект в състава на Русия.

## Население
Националният състав на републиката към 1979 е следният:
- осетинци– 229 000
- руснаци – 201 000
- ингуши – 24 000 и други